# Odontocepheus beijingensis
Odontocepheus beijingensis är en kvalsterart som beskrevs av Wang 1997. Odontocepheus beijingensis ingår i släktet Odontocepheus och familjen Carabodidae. Inga underarter finns listade i Catalogue of Life.